# Transformers: The Game
Transformers: The Game is een computerspel met verschillende versies uit 2007 gebaseerd op de Transformers film. De consoleversies van het spel werden ontwikkeld door Traveller's Tales voor de PS2, Xbox 360, Wii, PS3, en PC. Een andere PSP versie werd ontwikkeld door Savage Entertainment. Alle versies kwamen uit in 2007.
De Nintendo DS versie van het spel bestaat uit twee delen genaamd Transformers: Autobots en Transformers: Decepticons. Deze versie werd gemaakt door Vicarious Visions.

## Gameplay

### PS3, Xbox 360, PC
De PlayStation 3, Xbox 360, en PC versies van het spel hebben allemaal dezelfde eigenschappen. De G1 versies van de personages Starscream, Jazz, Optimus Prime en Megatron zijn gebruikt in deze versies.

### Wii
De Wii maakt gebruik van een andere controleschema voor bewegingen en aanvallen. De speler kan de bewegingssensoren gebruiken om de personages te sturen. De Wii graphics zijn van een lagere resolutie dan die op de PC, Xbox 360, en PlayStation 3 , maar wel gedetailleerder dan de PS2 versie.

### PlayStation 2
De PlayStation 2 versie van Transformers: The Game heeft dezelfde gameplay en eigenschappen als de andere versies, behalve dat de graphics anders zijn. De PlayStation 2 versie heeft de G1 Optimus Prime, Robo-Vision Optimus Prime, G1 Megatron, G1 Jazz Repaint, en G1 Starscream Repaint.

### PSP
Transformers: The Game voor de PSP is enorm anders dan de andere versies. Daar waar de speler in de andere versies kan kiezen met welke partij hij/zij wil spelen, wisselt de PSP versie steeds heen en weer tussen beide partijen. Ook kan de speler in deze versie in totaal met 20 personages spelen, waaronder personages uit de vorige generaties.

### Nintendo DS
Voor de Nintendo DS versie werd het spel opgesplitst in Transformers: Autobots en Transformers: Decepticons. Beide zijn twee andere spellen met unieke personages, missies en locaties. Meest prominent is dat de Autobots versie missies bevat in de poolgebieden, en de Decepticons versie missies in de woestijn.
Het spel bestaat uit vier grote virtuele locaties, semi-verwoestbare omgevingen en vijanden in de vorm van lokale ordehandhavers en andere Transformers. Naast de standaard Transformers uit de film kan de speler ook zelf een Transformer bouwen met de "Create-A-Bot" functie. De alternatieve vorm van deze Transformer wordt bepaald door een van de 35 voertuigen in het spel te scannen.

## Online gemeenschap
Transformers: Autobots en Decepticons heeft een online gemeenschap ontworpen door Spiral Design Studio en ontwikkeld door Agora Games. De site bevat gedetailleerde spelersprofielen. Verder zijn er gemeenschapsfora.. Ten slotte kunnen bezoekers lid worden van een clan van een van beide partijen.

## Cybertron Editie
GameStop/EB Games verkoopt een exclusieve Transformers: The Game Cybertron Edition voor de Xbox 360. Deze editie bevat exclusieve codes die het Cybertron level kunnen ontsluiten.

## Personages

### Autobots (altijd bespeelbaar)
- Optimus Prime
- Bumblebee
- Jazz
- Ironhide

### Autobots (niet altijd bespeelbaar)
- Ratchet (bespeelbaar in de DS versie en de PsP versie.)

### Autobots (niet bespeelbaar)
- Longarm

### Decepticons (altijd bespeelbaar)
- Megatron
- Starscream
- Barricade
- Blackout

### Decepticons (Niet altijd bespeelbaar)
- Scorponok (niet bespeelbaar in de DS en PSP versies)
- Bonecrusher (bespeelbaar in de PSP Multi)
- Swindle (bespeelbaar in de PSP multi)
- Dreadwing(bespeelbaar in de PSP)
- Brawl (bespeelbaar in de DS versie)
- Shockwave (bespeelbaar in de PSP)

### Decepticons (niet bespeelbaar)
- Frenzy
- Dropkick
- Payload
- Mixmaster

### Mensen
- Sam Witwicky
- Mikaela Banes

## Ontvangst
De meeste versies van Transformers: The Game ontvingen negatieve reacties. Website Tweakers.net beoordeelde het spel met een 3/10.
Op 7 juli 2007 gaf Metacritic de Xbox 360 versie een 57/100, de PS3 versie een 60/100, de Wii versie een 59/100, de PS2 versie een 61/100, en de PSP versie een 55/100. De Nintendo DS versies deden het beter met een score van 72/100.